# Neodexiopsis lanigera
Neodexiopsis lanigera är en tvåvingeart som först beskrevs av Stein 1918.  Neodexiopsis lanigera ingår i släktet Neodexiopsis och familjen husflugor.
Artens utbredningsområde är Colombia. Inga underarter finns listade i Catalogue of Life.